# Gigi Hadid
Jelena Noura Hadid (født  23. april 1995) er en amerikansk model.

## Personlige liv
Gigi Hadids søskende, Bella Hadid og Anwar Hadid, er også kendte modeller. De tre Hadid-søstre er børn af Mohamed og Yolanda Hadid, der har palæstinensiske rødder.
Hadid datede Joe Jonas fra oktober 2014 til november 2015. Hadid fandt sammen med Zayn Malik blot to uger efter bruddet med Jonas og har siden været i et forhold med Malik. I april 2020 bekræftede Hadid sin graviditet. I september 2020 fødte Hadid parrets første barn, datteren Khai Hadid Malik.